# Gandoang (Cileungsi)
Gandoang is een bestuurslaag in het regentschap Bogor van de provincie West-Java, Indonesië. Gandoang telt 16.503 inwoners (volkstelling 2010).